# Kardavec
Kardavec (do roku 1946 Německé Paseky, německy Deutsch Passek) je malá vesnice, část obce Hluboš v okrese Příbram ve Středočeském kraji. Nachází se asi 1,5 kilometru jižně od Hluboše. Pod vesnicí protéká Litavka. Vesnicí prochází silnice II/118. Je zde evidováno 40 adres. V roce 2011 zde trvale žilo 93 obyvatel.
Kardavec je také název katastrálního území o rozloze 2,76 km².

## Historie
První písemná zmínka o vesnici pochází z roku 1651.
Osada vznikla kolem roku 1636. Do roku 1946 se používal také název Německé Paseky.

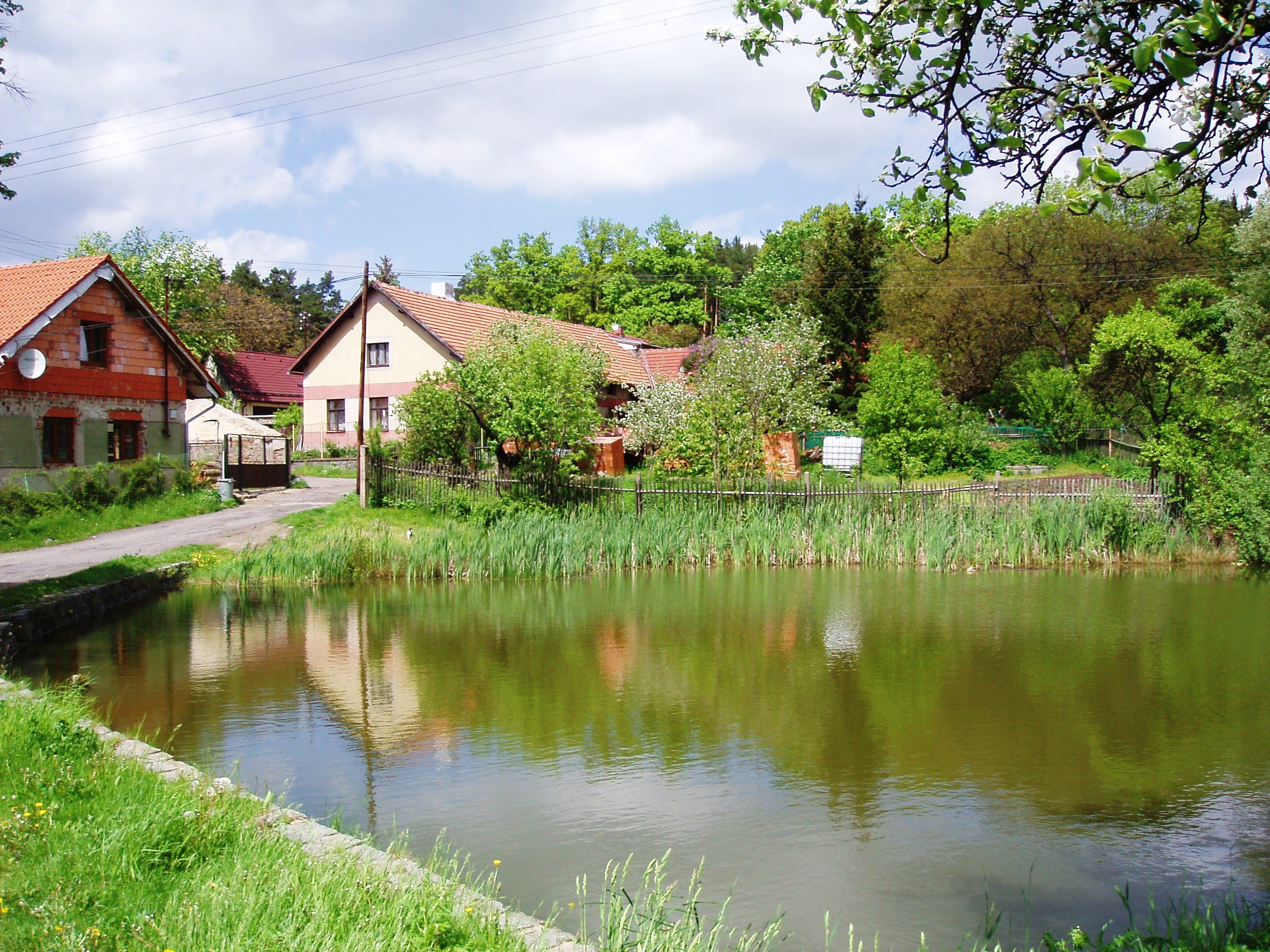
Náves v Kardavci

## Obyvatelstvo
| Rok            | 1869 | 1880 | 1890 | 1900 | 1910 | 1921 | 1930 | 1950 | 1961 | 1970 | 1980 | 1991 | 2001 | 2011 | 2021 |
| -------------- | ---- | ---- | ---- | ---- | ---- | ---- | ---- | ---- | ---- | ---- | ---- | ---- | ---- | ---- | ---- |
| Počet obyvatel | 244  | 149  | 153  | 161  | 164  | 141  | 134  | 106  | 106  | 85   | 71   | 75   | 72   | 93   | 133  |
| Počet domů     | 30   | 22   | 22   | 22   | 24   | 24   | 30   | 32   | 32   | 27   | 20   | 33   | 30   | 36   | 46   |